# 塞纳 (韦斯卡省)
塞纳，是西班牙阿拉贡自治区韦斯卡省的一个市镇。总面积105平方公里，总人口577人（2001年），人口密度5人/平方公里。